# Werchnjaja Sinjatschicha
Werchnjaja Sinjatschicha (russisch Верхняя Синячиха) ist eine Siedlung städtischen Typs in der Oblast Swerdlowsk (Russland) mit 9999 Einwohnern (Stand 14. Oktober 2010).

## Geographie
Die Siedlung liegt im Westteil des Westsibirischen Tieflands, etwa 140 km Luftlinie nordöstlich der Oblasthauptstadt Jekaterinburg an der Sinjatschicha, einem linken Nebenfluss der Neiwa, in die er einige Kilometer östlich mündet.
Werchnjaja Sinjatschicha gehört zum Stadtkreis Alapajewsk, der 2005 im Rahmen der Verwaltungsreform in Russland durch Umwandlung des gleichnamigen Rajons entstanden ist, und liegt 13 km nördlich von dessen Verwaltungszentrum.

## Geschichte
Der Ort entstand in zuvor von Mansen bewohntem Gebiet, nachdem 1769 in der Nähe des Flusses Sinjatschicha Eisenerz gefunden worden war. In den folgenden Jahren wurden ein Berg- und Eisenwerk sowie eine zugehörige Siedlung errichtet und der Fluss durch einen 300 m langen Damm angestaut. Der Ortsname nach dem Fluss bedeutet Ober-Sinjatschicha; während das Dorf Nischnjaja Sinjatschicha, also Unter-Sinjatschicha etwa 7 km flussabwärts nahe der Mündung in die Neiwa bereits 1680 entstanden war (auch dort wurde später ein Eisenwerk errichtet).
Während des Bürgerkriegs wurden in der Nacht zum 18. Juli 1918, einen Tag nach der Ermordung eines Teils der russischen Zarenfamilie mit Zar Nikolaus II. in Jekaterinburg, in einem Wald südöstlich von Werchnjaja Sinjatschicha weitere Angehörige der Familie von Bolschewiki ermordet. Dazu gehörten die Großfürstin Jelisaweta Fjodorowna (Prinzessin Elisabeth von Hessen-Darmstadt, ältere Schwester der Zarin), Großfürst Sergei Michailowitsch, die Prinzen Iwan, Konstantin und Igor Konstantinowitsch sowie Fürst Wladimir Paley. Sie wurden zusammen mit einigen Bediensteten und Begleitern teils lebend in einen Bergwerksschacht geworfen.
1928 erhielt Werchnjaja Sinjatschicha den Status einer Siedlung städtischen Typs. Vom 25. November 1944 bis März 1959 war die Siedlung Verwaltungszentrum eines eigenständigen Rajons Sinjatschicha, bevor sie der Verwaltung der Stadt Alapajewsk unterstellt wurde. Seit 1963 gehörte der Ort zum Rajon Alapajewsk.

### Bevölkerungsentwicklung
| Jahr | Einwohner |
| ---- | --------- |
| 1939 | 3.310     |
| 1959 | 8.740     |
| 1970 | 7.761     |
| 1979 | 10.033    |
| 1989 | 11.957    |
| 2002 | 11.147    |
| 2010 | 9.999     |

Anmerkung: Volkszählungsdaten

## Kultur und Sehenswürdigkeiten
Sowohl in Werchnjaja Sinjatschicha wie auch im nahen Dorf Nischnjaja Sinjatschicha ist eine Reihe historischer Bauten erhalten.
In Werchnjaja Sinjatschicha gehören dazu die Ruine der Mariä-Entschlafen-Kirche (Успенская церковь/Uspenskaja zerkow), die von den Eisenwerksbesitzern Jakowlew gestiftet und 1796 geweiht wurde und deren Restauration geplant ist, sowie der Wasserturm des Eisenwerkes aus dem 19. Jahrhundert, der als „Baudenkmal föderaler Bedeutung“ eingestuft ist. Seit 1978 existiert ein Museum für Geschichte und Entwicklung der Industrie.
Am Südostrand der Siedlung, nahe dem Ort der Ermordung von Angehörigen der Zarenfamilie 1918 entstand zwischen 1996 und 2001 zu Ehren der inzwischen heiliggesprochenen das Alapajewsker Kloster der Russländischen Neumärtyrer und Bekenner (Алапаевский монастырь Новомучеников и Исповедников Российских/Alapajewski monastyr Nowomutschenikow i Ispowednikow Rossijskich), das sich zu einem bedeutenden Wallfahrtsort entwickelt hat.
In Nischnjaja Sinjatschicha steht die spätbarock-klassizistische Christi-Verklärungs-Kirche (Преображенская церковь/Preobraschenskaja zerkow), die ab 1794 ebenfalls mit Mitteln der Familie Jakowlew errichtet, 1810 geweiht und 1845 fertiggestellt wurde. Das in der Nähe der Kirche entstandene, einen Teil des Dorfes einnehmende Freilichtmuseum für Holzbau- und Volkskunst, einziges seiner Art in der Oblast, zeigt unter anderem fünf aus umliegenden Dörfern umgesetzte Holzkapellen, mehrere Bauernhöfe aus verschiedenen Perioden, Mühle, Schmiede, Banja und Brunnen. Ebenso gehören zum Museum der Staudamm des Teiches des ehemaligen Nischnesinjatschichinsker Eisenwerkes, der alte Dorffriedhof und ein in der Mitte des 19. Jahrhunderts angelegter Zirbelkiefernhain. Wie auch die Kirche ist das Ensemble des Museums „Historisches und Baudenkmal föderaler Bedeutung“.

## Wirtschaft und Infrastruktur
Neben dem aus dem Eisenwerk von 1769 hervorgegangenen Werchnesinjatschinsker Metallurgischen Werk gibt es eine 1943 entstandene Forstchemische Fabrik und als heute bedeutendstes Unternehmen eine 1972 in Betrieb genommene Sperrholzfabrik, daneben eine Ziegelfabrik und eine Großmolkerei.
Fünf Kilometer südöstlich des Ortszentrums liegt die Station Sinjatschicha der auf diesem Abschnitt 1947 eröffneten Eisenbahnstrecke Serow – Alapajewsk – Bogdanowitsch (Streckenkilometer 231).
Bereits seit Ende des 19. Jahrhunderts führte zudem die Hauptstrecke der Alapajewsker Schmalspurbahn (Spurweite 750 mm) unmittelbar durch die Siedlung. Mit zur Blütezeit in den 1970er- bis 1980er-Jahren mehr als 700 km Länge war es das längste 750-mm-Schmalspurnetz der Sowjetunion und heute mit den verbliebenen Strecken immer noch das längste Russlands. Durch Werchnjaja Sinjatschicha führt heute (2009) noch die 148 km lange Strecke Alapajewsk – Kalatsch; westlich des Ortes zweigte bis 2007 bei der Station Sowetskaja eine Strecke nach Senkowka ab.
Durch die Siedlung führt die Regionalstraße, die Alapajewsk in nördlicher Richtung mit Machnjowo am Tagil verbindet.